# 滝川市立江部乙小学校
滝川市立江部乙小学校（たきかわしりつ えべおつしょうがっこう）は、北海道滝川市江部乙町東13丁目にある公立（市立）小学校。

## 概要
- 北辰小学校、東陽小学校、旭沢小学校の3校を統合し、1975年（昭和50年）4月1日に開校。

## 沿革
- 1974年（昭和49年） - 校舎（D）建築[1]。
- 1975年（昭和50年）
  - 時期不明 - 校舎（A〜C）・体育館・渡廊下建築[1]。
  - 4月 - 開校。

## 所在地
- 北海道滝川市江部乙町東13丁目1426-1

## 学区
旧江部乙町の全域

## 校章
統合された3校にある「北辰の星」「東陽の光」「旭沢の旭光」を抽象化したもので、デザインは後の漫画家、アニメーターで北辰小学校最後の卒業生でもあるあさりよしとおの父で、当時同小学校で教諭を務めた浅利五郎が担当し、当時小学生だったよしとおもクリーンアップ作業などを手伝ったという。

## 学校教育目標
主目標…人間性豊かな実践力のある子ども
具体目標
- 〇自分で考え 表現し 解決に向けて努力する子ども ～ 思考・表現・学び ～
- 〇お互いの良さを認め 力を合わせて やりぬく子ども ～ 協働・思いやり・ねばり強さ ～
- 〇生涯にわたって 健康で たくましい子ども ～ 健康・運動 ～

## 児童数
| 学年 | 1年 | 2年 | 3年 | 4年 | 5年 | 6年 | 特別支援   | 合計 |
| ---- | --- | --- | --- | --- | --- | --- | ---------- | ---- |
| 学級 | 1   | 1   | 1   | 1   | 1   | 1   | 2          | 8    |
| 児童 | 5   | 8   | 3   | 11  | 5   | 12  | 2 （内数） | 44   |

- 2023年（令和5年）5月1日時点[4]。

## 学校周辺
- 第六連合会会館
- 空知幹線用水
- 社会福祉法人滝川市社会福祉事業団
  - 滝川市老人保健施設ナイスケアすずかけ
- 特別養護老人ホーム緑寿園
- 国道12号線
- このほか、旧江部乙町中心部も近い。

## アクセス
- JR北海道函館本線江部乙駅から、徒歩約1.2km・約18分。